# Gibbera latispora
Gibbera latispora är en svampart som tillhör divisionen sporsäcksvampar, som först beskrevs av Margaret E. Barr och som fick sitt nu gällande namn av Lennart Holm. 
Gibbera latispora ingår i släktet Gibbera och familjen Venturiaceae. Arten är reproducerande i Sverige.